# 羊茅
羊茅（学名：Festuca ovina）是一种禾本科植物。这种植物在中国多分布于西南、西北各省区的高山地、亚高山地。